# Viceadmiral (Slovenska vojska)
Viceadmiral je drugi najvišji admiralski čin v Slovenski vojski; uveden je bil leta 1995 z Ukazom o razglasitvi zakona o spremembah  in dopolnitvah zakona o obrambi (ZObr-C). Viceadmiral Slovenske vojske je tako nadrejen kontraadmiralu in podrejen admiralu.
V skladu s Natovim standardom STANAG 2116 čin spada v razred OF-8 in velja za trozvezdni čin.

## Oznaka
Oznaka čina je sestavljena iz ene širše črte in treh ožjih črt; na zgornji ožji črti se nahaja še pentlja.

## Zakonodaja
Viceadmirale imenuje minister za obrambo Republike Slovenije na predlog načelnika Generalštaba Slovenske vojske.
Vojaška oseba lahko napreduje v čin viceadmirala, če je s činom kotraadmirala razporejen na dolžnost, za katero se zahteva čin viceadmirala ter je to dolžnost opravljal najmanj eno leto s službeno oceno odličen«.

## Seznam
Do sedaj še noben pomorski častnik Slovenske vojske ni bil povišan v čin viceadmirala.